# 코난테크놀로지
코난테크놀로지(영어: KONAN Technology, Inc.)는 대한민국의 정보검색 기술 회사이다.

## 역사
1999년에 ETRI 연구진과 교수진이 중심이 된 한국어 정보처리 정보검색 스터디 클럽인 `KONAN(Korean Natural Language Analysis)을 모태로 스터디 그룹에 참여했던 현 대표이사인 김영섬과 양승현, 윤덕호, 김나리 등이 창업하였다. 처음에는 자연어처리 기반의 검색엔진에서 출발해 포털 검색을 공급하며 초대용량 데이터의 저장·검색을 위한 빅데이터 처리 플랫폼을 개발해 수백억건, 수십TB 데이터 처리의 기반 기술을 마련하였다.
2001년 6월 26일 엠파스와 공동으로 엠파스XP 검색 엔진을 개발하여 서비스하였으며, 2003년 6월 2일에 엠파스와 함께 중국 웹 번역 서비스를 시작하였다. 2006년 10월 19일 SK커뮤니케이션즈가 코난테크놀로지 지분의 29.5%를 인수하였고, 이를 계기로 현재 네이트와 싸이월드의 검색 R&D 역할을 수행하며 2009년 2월 28일 SK커뮤니케이션즈가 운영하는 포털서비스인 네이트에 코난테크놀로지가 개발한 시맨틱 검색(Semantic Search)
기술을 제공하였다.
원천개발한 자연어 검색 및 멀티미디어 처리기술로 기업 검색엔진, 미디어자산관리 등의 솔루션을 국내 대부분의 방송사와 대형 인터넷 서비스 업체에 납품하고 있는 대한민국 검색 솔루션 1위 기업으로 도약했다.
2011년에는 이러한 기술을 접목한 실시간 소셜미디어 분석 서비스 'pulseK(펄스케이)'를 제공함으로써 높은 성능과 완성도를 입증하였다. 이후 협업 필터링과 같은 다양한 기계학습 알고리즘을 적용하여 개인화 추천 등 비즈니스 인사이트 분석 분야로 처리 능력을 확장하였다. 자연어처리, 빅데이터처리, 기계학습 등 잘 닦여진 기반 기술의 토대 위에서 2016년 이후에는 딥러닝, 딥NLP 기술을 적용함으로써 기존 룰 기반 기술만으로는 처리하기 어려웠던 심층 의미 분석까지 처리 영역을 확대하고 있다. 2021년 11월에는 코스닥 기술특례상장을 위한 기술성 평가에서 AA(한국기업데이터)와 A(나이스디앤비)등급을 획득하였으며, 2022년 7월 7일에 공모가 25,000원에 코스닥 상장하였다.

## 사업
주요 사업으로, 자연어를 처리하는 ‘심층 텍스트 검색(AI for Text)’과 인공지능 기술로 영상을 분석하는 '영상인식(AI for Video)'까지 폭넓은 기술군을 아우르고 있다. 'AI for Text’ 기술이 적용된 솔루션은 뉴럴서치엔진 Konan Search(코난서치), 텍스트 분석 엔진 Konan Analytics(코난애널리틱스), 대화형 인공지능 Konan Chatbot(코난챗봇)이 있으며, ‘AI for Video’ 기술이 적용된 솔루션은 비디오이해 AI솔루션 Konan Watcher(코난와처), 인공지능 음성인식 Konan Listner(코난리스너), 인공지능 성우 Konan Voice(코난보이스)가 있다. 이와 같은 기술력을 바탕으로 설립 이래 2천 곳이 넘는 고객 레퍼런스를 보유하고 있다. 

## 연혁
2023년
- 2023 AI+X Top100 기업 선정 (지능정보산업협회)

2022년
- ㈜SK텔레콤 20.77% 지분 인수 및 AI 기술협력 MOU체결
- '데이터 개방 및 유통 활성화' 유공 장관표창 수상 (과학기술정보통신부)

2021년
- 한국항공우주산업㈜ (KAI)와 전략적 제휴를 위한 사업협력 및 지분투자 유치
- 코스닥 기술특례상장 기술성 평가 통과 (평가등급 : 한국기업데이터 AA등급, 나이스디앤비 A등급)
- 2021 SW공학기술 역량강화 지원사업 수행기업 선정(과학기술정보통신부)
- 제20회 대한민국 SW기업경쟁력대상 "지식정보화 연구소장상" 수상 (과학기술정보통신부)

2020년
- 2020 SP 인증 우수 사례 선정 (정보통신산업진흥원)
- 제19회 대한민국 SW기업경쟁력 "우수상" 수상

2018년
- ICT 대상 지능정보 분야 대상 수상(과학기술정보통신부)
- 공공부문발주자협의 공로상 수상(공공부문발주자협의회)
- 소프트웨어 프로세스 품질인증 우수상 수상(정보통신산업진흥원)

2017년
- 2017 SW 품질대상 최우수상 수상(이지파인더, 한국정보통신기술협회)
- Top 25 APAC Artificial Intelligent Companies 2017 선정 (CIO Advisor)

2016년
- 지능정보기술포럼 운영위원 선정(미래부)
- K-ICT 대상 지능정보 부문 우수상 수상(미래부)
- 빅데이터 사업부문 공로상 수상(한국정보화진흥원)

2015년
- 제4회 대한민국 소프트웨어 사업자 대상 경영부문 최우수상 수상 (전자신문)
- 제 14회 대한민국 SW기업경쟁력 대상 우수상 수상(한국SW기업협회)

2014년
- 제 1회 대한민국 SW품질대상 우수상 수상-코난 서치 4(한국정보통신기술협회)

2012년
- SW공학 적용 우수기업 선정(코드품질 개선 및 결함분석, 소프트웨어공학센터)
- 2012 히트상품-고객만족상 수상-코난 밈체커(디지털타임스)
- 디지털타임스 브랜드파워대상: 통합검색솔루션 부문 - 밈체커
- 제 11회 대한민국 SW기업경쟁력 대상 특별상 수상(지식정보화연구센터장상,지식경제부)

2011년
- 대한민국 벤처창업대전 대통령상 수상 (행정안전부)
- 하반기 히트상품 선정-코난 소프트매칭(디지털타임스)

2010년
- IT 히트상품 선정-코난 밈체커(디지털타임스)
- DT브랜드파워대상-통합검색솔루션 독크루저(디지털타임스)
- 제9회 대한민국 SW기업 기업경쟁력 대상 우수상(지식경제부)
- 대한민국 SW기업 경쟁력 대상 전자신문사장상 수상

2008년
- 기록관리 분야별 최우수기업상 수상(한국기록관리협회)

2007년
- 디지털 미디어 페스티벌 2007 솔루션부문 고객만족 대상 수상 (한국디지털에이전시산업협회)

2005년
- 제 4회 대한민국 SW사업자 대상 경영상 수상

2004년
- 세계일류상품 생산기업 선정-코난 미디어아크(산자부)

2001년
- 정보통신부장관 표창장 수상

1999년
- ㈜코난테크놀로지 설립

## 같이 보기
- 엠파스
- 네이트
- 싸이월드